# برتراند إم. بيل
برتراند إم. بيل (بالإنجليزية: Bertrand M. Bell)‏ هو أكاديمي أمريكي، ولد في 19 ديسمبر 1929، وتوفي في 4 أكتوبر 2016.